# 司令部を砲撃せよ
「司令部を砲撃せよ」（しれいぶをほうげきせよ、簡体字中国語: 炮打司令部）は、1966年8月5日に毛沢東が『人民日報』に掲載、発表した評論。副題は「私の大字報」（簡体字中国語: 我的一张大字报）。

## 概要
「司令部を砲撃せよ」の事実上の内容は、当時国家主席を務めていた劉少奇を打倒せよというもので、発表から2日後には、折から開催中だった8期11中全会の出席者に配布された。同年5月16日に中国共産党中央政治局拡大会議で採択された「五・一六通知」によって始まっていた文化大革命は、「司令部を砲撃せよ」発表3日後の8月8日に8期11中全会が「プロレタリア文化大革命についての決定」を採択したことで、本格化していった。
毛沢東が「司令部を砲撃せよ」と揮毫したポスターも作成掲示され、自らが築いた組織である中国共産党への攻撃を呼びかけていた。このようなことは、ヨシフ・スターリンもポル・ポトもしていない、と歴史家のフランク・ディケーターは2016年にCNNに対して述べている。